# Wesendorf
Wesendorf település Németországban, azon belül Alsó-Szászország tartományban. Lakosainak száma 5647 fő (2023. december 31.). Wesendorf Wahrenholz, Gifhorn, Wagenhoff, Ummern és Groß Oesingen községekkel határos.

## Népesség
A település népességének változása:
| Lakosok száma | 5222 | 5265 | 5287 | 5511 | 5667 | 5647 |
|               | 2016 | 2017 | 2019 | 2021 | 2022 | 2023 |